# Begonia bradei
Espèce
Begonia bradei est une espèce de plantes de la famille des Begoniaceae.
L'espèce fait partie de la section Pritzelia.
Elle a été décrite en 1953 par Edgar Irmscher (1887-1968).

## Répartition géographique
Cette espèce est originaire du Brésil.